# Antônio José de Melo
Antônio José de Melo foi um cirurgião e político brasileiro.
Foi deputado à Assembleia Legislativa Provincial de Santa Catarina na 3ª legislatura (1840 — 1841), como suplente convocado, na 4ª legislatura (1842 — 1843), na 5ª legislatura (1844 — 1845), e na 6ª legislatura (1846 — 1847).